# Double Clutch
Double Clutch (с англ. — «Двойное сцепление») — видеоигра в жанре аркадного автосимулятора, разработанная студией BGS Development и изданная компанией ASCII Entertainment эксклюзивно для игровой приставки Sega Mega Drive в 1992 году. В 1996 году Double Clutch была переиздана в сборнике Double Pack в Австралии.
В игре предлагается одиночный или многопользовательский режим. Игрок может выбрать практику или турнир, уровень сложности, музыку и водителя, каждый из которых обладает своими преимуществами. На трассах различные погодные условия, автомобили повреждаются в результате столкновений, а также существует возможность ремонтировать и модифицировать машину.
Автосимулятор был издан только в Европе. Игровая пресса неоднозначно, но в целом положительно оценила Double Clutch. К достоинствам были отнесены графика и многопользовательский режим, а среди недостатков названы общее качество и однообразие одиночной игры.

## Игровой процесс

Гонка в режиме практики. На трассах в игре различны погодные условия: на скриншоте показана третья по счёту трасса, на которой идёт дождь

Double Clutch представляет собой аркадный автосимулятор, выполненный в двухмерной графике с видом сверху. В игре присутствует возможность одиночного или многопользовательского режима для двух игроков. Можно выбрать четыре музыкальных композиции. Под управление игрока предоставляется один из четырёх водителей, у каждого из которых есть девиз и свои преимущества: Тодд Вилер (хороший двигатель), Ленц Квикк (ускорение), Пэм Вилдер (хорошие тормоза) и Джо Сандер (хорошее управление). Всего в игре имеется четыре трассы, каждая со своими погодными условиями. Автомобили двигаются в плоскости экрана по закольцованному маршруту, который содержит множество поворотов. На дороге могут находиться лужи, приводящие к заносу машины, и вещи, позволяющие получить дополнительные деньги, время и починку автомобиля. При столкновениях с объектами или с другими машинами, автомобиль игрока получает повреждения, которые отображаются полоской жизни на экране, а при её опустошении автомобиль взрывается.
Всего в игре присутствует два основных режима: практика и турнир. В обоих случаях на каждой из трасс нужно проехать три круга. В гонках участвуют семь гонщиков, включая игрока. Победителем считается тот, кто первым пересёк финишную черту, а начиная с четвёртого места — проигравшими. В практике игрок может сам выбрать трассу и тренироваться на ней с другими гонщиками. В турнире можно выбрать один из трёх уровней сложности, после чего нужно поочерёдно проходить трассы. Игроку начисляется некоторая сумма денег, зависящая от занятого места. После каждой пройденной гонки их можно потратить на ремонт или улучшение технических характеристик автомобиля. Новые детали — ходовая часть, колёса, нитроускоритель и двигатель — позволяют улучшить показатели управления, тормозов, ускорения и скорости соответственно. Они обозначены полосками из шести делений, и улучшать каждую из деталей можно до полного заполнения делений. После прохождения всех четырёх трасс, открывается пятое, финальное состязание.

## Разработка и выход игры
За разработку автосимулятора Double Clutch была ответственна студия BGS Development, а издателем выступила компания ASCII Entertainment. Игровым дизайнером и программистом соответственно являются Торбен Бэкейгер Ларсен и Ласси Фобенг. Несмотря на аркадный стиль проекта, создатели использовали некоторые элементы реализма: повреждения автомобилей, смена запчастей и погодные условия, влияющие на езду. По словам разработчиков, они черпали идеи из игры Super Off Road, а журналисты сравнивали автосимулятор с Micro Machines.
Выход Double Clutch состоялся в 1992 году эксклюзивно для игровой приставки Sega Mega Drive только в Европе. Тем не менее, в 1996 году автосимулятор был издан в Австралии в сборнике Double Pack, разработанный студией Various и изданный компанией Sega.

## Оценки и мнения
| Иноязычные издания | Иноязычные издания |
| Издание            | Оценка             |
| ------------------ | ------------------ |
| Power Unlimited    | 77 %               |
| Mean Machines      | 67 %               |
| Video Games        | 62 %               |
| Mega               | 20 %               |

Игра получила разносторонние, но в целом положительные отзывы от журналистов. Обозреватель из Power Unlimited оценил Double Clutch в 77 баллов из 100, сравнив игру с Micro Machines и похвалив графику, но также покритиковал однообразие геймплея. Представитель из Mean Machines поставил оценку 67 % и согласился с выводами своего коллеги, позитивно отозвавшись о скорости и графике, но заметил ухудшения в геймплее, по сравнению с вышеупомянутым Micro Machines.
Некоторые критики более прохладно отнеслись к игре. По мнению Джена Бэриша, журналиста из Video Games, оценившего автосимулятор в 62 %, в Double Clutch лучше играть вдвоём, так как игра явно предназначена для многопользовательских состязаний, в то время как качество одиночной игры было названо неприемлемым. Крайне негативный отзыв о Double Clutch оставил рецензент из Mega, оценив игру в 20 % и назвал её «крайне скучной» и хламом, в итоге посоветовав игрокам вместо этого поиграть в Micro Machines.